# 공포와 욕망
《공포와 욕망》(Fear And Desire)은 미국에서 제작된 스탠리 큐브릭 감독, 하워드 새클러 각본, 스탠리 큐브릭 편집의 1953년 반전 영화이다. 프랭크 실베라 등이 주연으로 출연하였고 스탠리 큐브릭 등이 제작에 참여하였다. 이 영화가 특정 영화에 관해 다룬 것은 아니지만 한국 전쟁이 절정에 치달을 시기에 제작되고 개봉되었다.

## 출연

### 주연
- 프랭크 실베라

### 조연
- 폴 마주르스키
- 버지니아 레이스
- 데이빗 앨런
- 스티븐 코잇